# Myrmecia forficata
 (mai 2016).
Si vous disposez d'ouvrages ou d'articles de référence ou si vous connaissez des sites web de qualité traitant du thème abordé ici, merci de compléter l'article en donnant les références utiles à sa vérifiabilité et en les liant à la section « Notes et références ».
Espèce
Myrmecia forficata est une espèce de fourmi originaire d'Australie. 

## Description
On la trouve dans le sud-est de l'Australie, mais le plus souvent en Tasmanie. Mesurant de 15 à 25 mm de long, Myrmecia forficata est d'un brun violacé avec un abdomen noir. Son nid peut être fait en terre et en gravier, mais il peut être discrètement caché sous une roche ou ne se révéler que par un petit trou. 
Comme de nombreuses espèces de Myrmecia, elle est généralement solitaire quand elle est à la recherche de nourriture, bien qu'elle vive en colonie comme toutes les fourmis. Elle est carnivore et charognarde.

## Risque toxicologique
C'est la plus dangereuse des fourmis de ce genre. Quoique moins agressive que Myrmecia pilosula, elle produit un venin analogue à ceux des guêpes, abeilles et fourmis de feu. Son venin est considéré comme l'un des plus puissants du monde des insectes ce qui est probablement dû à la tendance de la toxine à provoquer un choc anaphylactique qui tue la victime. Les symptômes de la piqûre sont similaires à ceux des fourmis de feu. La réaction est d'abord locale, avec gonflement, rougeur et chaleur, suivie par la formation d'une cloque. Puis il y a augmentation de la fréquence cardiaque et chute rapide de la pression artérielle. Dans environ 3 % des cas, la morsure provoque un choc anaphylactique. 
Le traitement est similaire à celui des piqûres de guêpe et d'abeille.